# Stephenville (Texas)
Stephenville ist eine Stadt im US-Bundesstaat Texas in den Vereinigten Staaten und der Verwaltungssitz des Erath County. Sie hatte 2020 laut US Census Bureau 20.897 Einwohner.

## Geschichte
Stephenville ist nach John M. Stephen benannt, der sich dort 1854 niederließ und das Land für die von George B. Erath angelegte Stadt stiftete, als das Erath County 1856 organisiert wurde. In den ersten zwei Jahren der Ansiedlung war die Stadt erfolgreich; 1858 erreichte die Einwohnerzahl 776. Allerdings befand sich die Stadt im Gebiet der Komantschen und Überfälle waren an der Tagesordnung. Außerdem zwangen die Härten des amerikanischen Bürgerkriegs viele Bürger zum Wegzug. Die Einwohnerzahl sank bis 1871. Sie stieg erst wieder an, nachdem Stephenville zu einem Zentrum für Landwirtschaft und Viehzucht wurde. Im Jahr 1886 wurde auch der Kohlebergbau wichtig für die Gegend und war in den folgenden drei Jahrzehnten ein wichtiger Wirtschaftszweig.
Stephenville wurde 1889 als Gemeinde gegründet mit der Ankunft der Fort Worth and Rio Grande Railway. In den 1890er Jahren wurden viele der Gebäude rund um den Stadtplatz gebaut, die Tarleton State University eröffnet und die beiden Zeitungen der Gemeinde zur Empire-Tribune fusioniert, die noch heute (2021) existiert. Im 20. Jahrhundert wurde die Industrie zu einem wichtigen Bestandteil von Stephenville, und die Bevölkerung ist seit den 1920er Jahren stetig gewachsen.
Am 8. Januar 2008 gab es von mehreren Einwohnern eine UFO-Sichtung.

## Demografie
Nach der einer Schätzung von 2019 leben in Stephenville 21.247 Menschen. Die Bevölkerung teilt sich auf in 87,3 % Weiße, 3,5 % Afroamerikaner, 3,3 % amerikanische Ureinwohner, 1,2 % Asiaten, 0,1 % Ozeanier und 1,1 % mit zwei oder mehr Ethnizitäten. Hispanics oder Latinos aller Ethnien machten 21,0 % der Bevölkerung von Stephenville aus. Das mittlere Haushaltseinkommen lag bei 47.161 US-Dollar und die Armutsquote lag bei 22,7 % der Bevölkerung.
| Jahr | Einwohner¹ |
| ---- | ---------- |
| 1900 | 1.902      |
| 1950 | 7.155      |
| 1960 | 7.359      |
| 1970 | 9.277      |
| 1980 | 11.881     |
| 1990 | 13.502     |
| 2000 | 14.921     |
| 2010 | 17.123     |
| 2020 | 20.897     |

¹ 1950 – 2020: Volkszählungsergebnisse

## Bildung
Die Tarleton State University ist eine öffentliche Universität mit Hauptcampus in Stephenville. Sie ist ein Gründungsmitglied des Texas A&M University System und hat im Herbst 2020 über 14.000 Studenten eingeschrieben.

## Persönlichkeiten
- Milton Brown (1903–1936), Musiker
- Danny Wolfe (1928–1996), Musiker
- Jeb Hensarling (* 1957), Politiker
- Travis Reuter (* 1986), Fusion- und Jazzmusiker